# Club Deportivo La Unión (Ecuador)
El Club Deportivo La Unión, conocido simplemente como La Unión, es un equipo profesional de fútbol de la ciudad de Pujilí, provincia de Cotopaxi. Actualmente se desempeña en la Segunda Categoría del fútbol ecuatoriano. 
Está afiliado a la Asociación de Fútbol Profesional de Cotopaxi (AFPC).

## Historia
El club empezó su andar en el fútbol profesional en 2017, en su primer torneo provincial logró coronarse campeón tras una gran campaña, donde logró 12 victorias en 14 partidos, esto le valió para clasificarse a los zonales donde compartió grupo con Insutec de Quevedo, Duros del Balón de Santa Elena, el Club 5 de Agosto de Esmeraldas, Atlético Portoviejo y San Rafael de La Concordia; tras una aceptable participación quedó eliminado por gol diferencia en la última fecha del grupo. Esa temporada, jugadores de renombre nacional como Álex Colón se pusieron la camiseta del club.
En 2018 logró el subcampeonato provincial y en los zonales enfrentó a Espoli de Quito, el Imbabura Sporting Club, Dunamis 04 de Tulcán y Chicos Malos de Sucumbíos, no pasó de la primera fase. Ese año inició la construcción del complejo deportivo en el sector de Shuyupamba para mejora de la institución. En la temporada 2019 logró coronarse campeón por segunda vez y en los zonales no pasó de la primera ronda, compitió junto con Imbabura Sporting Club, Deportivo Coca de Orellana, Atlético Huaca de Tulcán y Cumbayá Fútbol Club de Quito. El 25 de noviembre de 2019 se inauguró el Complejo Deportivo La Unión, que cuenta con varias canchas de fútbol, cancha reglamentaria con parámetros FEF, parqueaderos, tribuna principal, camerinos para árbitros y jugadores, cabinas de transmisión, desde esa fecha el club hace de local ahí, dejando atrás el estadio Jaime Zumárraga.
En 2020, en una temporada marcada por la pandemia de COVID-19, el club quedó en el segundo puesto del torneo provincial y avanzó a los play-offs nacionales donde eliminó en la primera ronda al histórico Club Deportivo Everest y en la siguiente fase eliminó al Vargas Torres de Esmeraldas. El sueño terminaría en cuartos de final ante Cumbayá Fútbol Club, el equipo capitalino al final del torneo ascendería a la Serie B. También se contrató como director deportivo al exárbitro Vinicio Espinel, y al mado del primer plantel estuvo Sixto Vizuete.
La temporada 2021 inició con el tercer título provincial tras derrotar en la final por medio de los tiros desde el punto penal al Atlético Saquisilí, en los play-offs del Ascenso Nacional el club tendría hasta la fecha su mejor participación en fases nacionales, empezó su ruta eliminando al Peñarol de Chimborazo en penales, a Deportivo Bolívar de El Oro, a Juventud de Pichincha, al Club Miguel Iturralde de Quito y en semifinales por el ascenso a la Serie B enfrentó a Libertad Fútbol Club de Loja, el anhelo del ascenso terminaría en el partido de vuelta jugado en la capital musical del Ecuador tras caer derrotados por 1-0.

## Uniforme

### Uniforme titular
| 2021 |

### Uniforme alterno
| 2021 |

## Jugadores

### Plantilla 2023
- Actualizado el 26 de enero de 2023.

- = Capitán.
- = Lesionado.

## Datos del club
- Temporadas en Segunda Categoría: 8 (2017–presente)

## Palmarés

### Torneos provinciales
| Competición                         | Títulos                 | Subcampeonatos          |
| ----------------------------------- | ----------------------- | ----------------------- |
| Segunda Categoría de Cotopaxi (4/4) | 2017, 2019, 2022, 2023. | 2018, 2020, 2021, 2024. |